# Тетраедър
Тетраедърът е вид многостен с формата на триъгълна пирамида. Името му означава четиристен (на старогръцки: τετράεδρον: τέσσαρες / τέσσερες / τέτταρες / τέττορες / τέτορες „четири“ + ἕδρα „седалище, основа“ ). Има  четири стени, 4 върха и 6 ръба.  Неговите разновидности могат да имат различна степен на симетрия, а тя е най-висока при правилния тетраедър (фиг. 1), чиито стени са равностранни триъгълници.
По-ниска симетрия имат:
- правилната триъгълна пирамида: трите стени са равнобедрени триъгълници, а основата – равностранен;
- тетрагонален, ромбичен, дигонален и обикновен дисфеноид;
- усукан тетраедър;
- правоъгълен тетраедър: три ръба към един връх са перпендикулярни по двойки – съответните стени са правоъгълни триъгълници.

Както всички изпъкнали многостени, тетраедърът може да бъде сгънат от един лист хартия. Има две такива развивки (фиг. 2). 
- Фиг. 2. Развивки на тетраедър
- Успоредник
- Триъгълник
- Сгъване

За всеки тетраедър съществува описана сфера, върху която лежат всичките четири върха (фиг. 3, 4), и вписана сфера, допирателна към стените на тетраедъра (фиг. 4). 

## Определения и свойства
- Стена (лице) на тетраедъра е част от равнина, ограждаща неговия обем. Стените на тетраедъра са триъгълници. Общата права на две съседни стени се нарича ръб (фиг. 4, 5).
- Съседни ръбове са тези, които започват от обща точка, наречена връх на тетраедъра. Три съседни ръба лежат в една равнина и определят границите на една стена.
- Противоположни ръбове (непресичащи се или кръстосани  ръбове) са тези, които нямат обща точка (връх) и не лежат в една равнина. Те са част от две кръстосани прави: {\displaystyle AB} и {\displaystyle CD}, {\displaystyle AD} и {\displaystyle BC}, {\displaystyle AC} и {\displaystyle BD} (фиг. 5).
- Двойни височини или бивисочини на тетраедър са общите перпендикуляри на два от неговите противоположни ръбове (зелената отсечка {\displaystyle d} на фиг. 4).
- Двойни медиани или бимедиани на тетраедър са отсечките, свързващи средните точки на неговите непресичащи се ръбове (зелените отсечки на фиг. 5).

- Сечение от равнина, минаваща през средите на четири ръба на тетраедър, е успоредник (фиг. 6).
- Равнината, минаваща през средите на всеки два пресичащи се ръба на тетраедъра, го разделя на две части с еднакъв обем (фиг. 6). [4]:с. 216-217
- Бимедианите на тетраедър се пресичат в същата точка {\displaystyle M} (фиг. 5) като медианите на тетраедър (диагоналите на червеното сечение на фиг. 6), която се нарича медицентър или център на тежестта на тетраедъра.
- Теорема на Лайбниц за центъра на тежестта на тетраедър (фиг. 7):

За медицентъра {\displaystyle P} на тетраедър {\displaystyle ABCD} и произволна точка {\displaystyle X} е
изпълнено равенството 
{\displaystyle AX^{2}+BX^{2}+CX^{2}+DX^{2}=4XP^{2}+AP^{2}+BP^{2}+CP^{2}+DP^{2}},
или {\displaystyle a^{2}+b^{2}+c^{2}+d^{2}=4e^{2}+f^{2}+g^{2}+h^{2}+i^{2}}.
- Равнините, които минават през средата на ръба и са перпендикулярни на противоположния ръб, се пресичат в една точка (ортоцентър).

Ортоцентър в симплекс се дефинира като пресечна точка на хиперравнини, които са перпендикулярни на ръба и минават през центъра на тежестта на противоположния елемент. На фиг. 7 точка {\displaystyle P} е ортоцентър на стените {\displaystyle ABC} и {\displaystyle BCD} – пресечна точка на височините {\displaystyle AS_{1}} и {\displaystyle AS_{2}}. В общия случай за произволен тетраедър височините от четирите върха не се пресичат в една точка.
- Ойлерова права линия. За общ тетраедър {\displaystyle {\mathcal {T}}\subset \mathbb {R} ^{3}} Ойлерова права на {\displaystyle {\mathcal {T}}} (по аналогия с двумерния случай на триъгълника) се нарича правата линия {\displaystyle e({\mathcal {T}})\subset \mathbb {R} ^{3}}, която минава през центъра на тежестта {\displaystyle S({\mathcal {T}})} на {\displaystyle {\mathcal {T}}} и центъра {\displaystyle U({\mathcal {T}})} на описаната сфера около {\displaystyle {\mathcal {T}}} (фиг. 8). [6]
  - Центърът на тежестта на тетраедъра {\displaystyle S}, центърът на описаната сфера {\displaystyle U}, центърът {\displaystyle F} на сферата, която минава през центровете на тежестта на стените на тетраедъра, и ортоцентърът {\displaystyle P} лежат на Ойлеровата права, като {\displaystyle US=SP=3\cdot SF}.
  - Центърът на сферата {\displaystyle K}, вписана в комплементарния тетраедър, центърът на сферата {\displaystyle N}, вписана в антикомплементарния тетраедър, центърът на тежестта на тетраедъра {\displaystyle S} и центърът на вписаната сфера {\displaystyle I} лежат на същата права линия.
- Нека точка {\displaystyle G_{1}} разделя отсечката, свързваща ортоцентъра {\displaystyle P} и върха {\displaystyle 1} в съотношение 1:2. Спуска се перпендикуляр от точка {\displaystyle G_{1}} към стената срещу връх {\displaystyle 1}, който я пресича в точка {\displaystyle W_{1}}. Точките {\displaystyle G_{1}} и {\displaystyle W_{1}} лежат върху сфера (сфера на Фойербах), която минава през центровете на тежестта на стените на тетраедъра.
- Успоредни равнини, минаващи през три двойки пресичащи се ръбове на тетраедъра, определят паралелепипеда, описан около тетраедъра.
- Центровете на сферите, които минават през трите върха и вписания център, лежат върху сфера, чийто център съвпада с центъра на описаната сфера. Това твърдение е вярно и за външни центрове.

## Видове тетраедри
Тетраедрите се категоризират и наименуват според симетриите, които притежават (фиг. 9). Те съответстват на определени симетрични подгрупови отношения (фиг. 10).

### Равностенен тетраедър
Равностенен тетраедър е този, на който всичките стени са еднакви триъгълници (фиг. 11). Нарича се още дисфеноид, бисфеноид, равнобедрен, еквистенен, еквилицев или еквифациален тетраедър  (еквиедър с 4 стени).
Основни свойства на равностенния тетраедър:
- Всички стени имат равни площи и периметри.
- Всички стени са остроъгълни триъгълници (фиг. 11). Не е възможно да се конструира дисфеноид със стена правоъгълен или тъпоъгълен триъгълник.
- Тетраедърът има три оси на симетрия.
- Непресичащите се ръбове са равни по двойки (фиг. 11).
- Височините на тетраедъра са равни.
- Тристенните ъгли са равни.
- Противоположните двустенни ъгли са равни (фиг. 11).
- Сумата от всички двустенни ъгли е нула.
- Два равнинни ъгъла, лежащи на един и същи ръб, са равни.
- Сумата от равнинните ъгли във всеки връх е 180°.
- Развивката на тетраедъра е триъгълник или успоредник (фиг. 2, 12).
- Общите перпендикуляри на пресичащите се ръбове са перпендикулярни по двойки.
- Средните отсечки са перпендикулярни по двойки.
- Описаният паралелепипед е правоъгълен (фиг. 11).
- Центърът на тежестта на тетраедъра съвпада с центровете на описаната и вписаната сфера.
- Вписаната сфера се допира до лицата в центровете на окръжностите, описани около тези лица.
- Центровете на вписаните сфери лежат върху описаната сфера.

### Ортоцентричен тетраедър
Ортоцентричен се нарича тетраедър, на който и трите двойки противоположни ръбове са перпендикулярни и всички височини, спуснати от върховете към противоположните стени, се пресичат в една точка. Когато само една двойка противоположни ръбове са взаимно перпендикулярни, това се нарича полуортоцентричен тетраедър.
Свойства на ортоцентричния тетраедър:
- Височините на тетраедъра се пресичат в една точка.
- Основите на височините на тетраедъра са ортоцентровете на стените.
- Всеки два противоположни ръба са взаимно перпендикулярни.
- Сумите на квадратите на противоположните ръбове са равни.
- Отсечките, свързващи средите на противоположните ръбове, са равни.
- Произведенията на косинусите на противоположни двустенни ъгли са равни.
- Сумата от квадратите на площите на стените е четири пъти по-малка от сумата от квадратите на произведенията на противоположните ръбове.
- Окръжностите от 9 точки (окръжности на Ойлер) на всички стени на тетраедъра принадлежат на една сфера (сфера от 24 точки).
- За ортоцентричен тетраедър, центровете на тежестта, точките на пресичане на височините на стените и точките, разделящи всяка височина на тетраедъра от върха до точката на пресичане на височините в съотношение на 2:1, лежат на една сфера (сфера от 12 точки).

### Правоъгълен тетраедър
Правоъгълен тетраедър е този, на който всички ръбове, съседни на един от върховете, са перпендикулярни един на друг. Той може да се получи чрез отрязване с равнина на тетраедър от правоъгълен паралелепипед. В триправоъгълен тетраедър трите лицеви ъгъла в един връх са прави ъгли, както в ъгъла на куб (фиг. 12). Страничните му стени са правоъгълни триъгълници. Ако и четирите стени са правоъгълни триъгълници, тетраедърът е четириправоъгълен. Той има 2 прави ъгъла във всеки от двата върха, затова се нарича още двуправоъгълен или характерен тетраедър. Известен е и с името 3-ортосхема.
Например, специалният случай на 3-ортосхема с перпендикулярни ръбове с еднаква дължина е характерен за куба, което означава, че кубът може да бъде подразделен на екземпляри на тази ортосхема (фиг. 13). Ако неговите три перпендикулярни ръба са с единична дължина, останалите му ръбове са два с дължина {\displaystyle {\sqrt {2}}} и един с дължина {\displaystyle {\sqrt {3}}}, така че всичките му ръбове са ръбове или диагонали на куба. Кубът може да бъде разчленен на 6 такива 3-ортосхеми по 4 различни начина, като и шестте обграждат един и същ диагонал на куба с дължина {\displaystyle {\sqrt {3}}}. Кубът може също така да бъде разчленен на 48 по-малки екземпляра на същата характерна 3-ортосхема (само по един начин, чрез всичките си равнини на симетрия наведнъж). Характерният тетраедър на куба е пример за Херонов тетраедър (тетраедър, чиито дължини на ръбове, лицеви площи и обем са цели числа).

#### Теорема на Де Гуа
Ако в триправоъгълен тетраедър площта на основата е {\displaystyle S_{0}} и площите на трите правоъгълни стени са {\displaystyle S_{1},S_{2}} и {\displaystyle S_{3}} (фиг. 14), тогава
{\displaystyle S_{0}^{2}=S_{1}^{2}+S_{2}^{2}+S_{3}^{2}.}
Теоремата е публикувана от френския математик Жан-Пол де Гуа (1713 – 1785) през 1783 г. Това е обобщение на Питагоровата теорема за тетраедър.

### Рамков тетраедър
Това е тетраедър, който отговаря на някое от следните условия: 
- Съществува сфера, допираща се до всички стени;
- Сумите от дължините на пресичащите се ръбове са равни;
- Сумите на двустенните ъгли в противоположните ръбове са равни;
- Окръжностите, вписани в стените, се допират по двойки;
- Всички четириъгълници, получаващи се от развивката на тетраедъра, са описани;
- Перпендикулярите, издигнати към стените от центровете на вписаните в тях окръжности, се пресичат в една точка.

### Целочислен тетраедър
Целочислен или Херонов се нарича тетраедър с целочислени дължини на ръбовете, лицеви площи и обем. Пример: единият ръб е 896 mm, противоположният ръб е 990 и останалите четири ръба са по 1073 mm; двете стени са равнобедрени триъгълници с площи 436800, другите две са равнобедрени с площи 47120 mm², а обемът е 124185600 mm³.
Тетраедърът може да има целочислен обем и последователни цели числа като ръбове, като пример е този с ръбове 6, 7, 8, 9, 10 и 11 и обем 48.

### Съразмерен тетраедър
Съразмерен тетраедър е този, който има равни бисочини (двойни височини).
Свойства на съразмерния тетраедър:
- Двойните височини са равни.
- Проекцията на тетраедъра върху равнина, перпендикулярна на всяка бимедиана, е ромб.
- Стените на описания паралелепипед са еднакви по големина.
- Важат следните равенства: 
{\displaystyle 4a^{2}{a_{1}}^{2}-(b^{2}+{b_{1}}^{2}-c^{2}-{c_{1}}^{2})^{2}=4b^{2}{b_{1}}^{2}-(c^{2}+{c_{1}}^{2}-a^{2}-{a_{1}}^{2})^{2}=4c^{2}{c_{1}}^{2}-(a^{2}+{a_{1}}^{2}-b^{2}-{b_{1}}^{2})^{2},} където {\displaystyle a} и {\displaystyle a_{1}}, {\displaystyle b} и {\displaystyle b_{1}}, {\displaystyle c} и {\displaystyle c_{1}} са дължини на противоположни ръбове.
- За всяка двойка противоположни ръбове на тетраедър равнините, прекарани през единия от тях и средата на втория, са перпендикулярни.
- В описания паралелепипед на съизмерим тетраедър може да се впише сфера.

### Инцентричен тетраедър
При този тип отсечките, свързващи върховете на тетраедъра с центровете на окръжности, вписани в противоположни стени, се пресичат в една точка.
Свойства на инцентричния тетраедър:
- Отсечките, свързващи центровете на тежестта на стените на тетраедъра с противоположни върхове (медиани на тетраедъра), винаги се пресичат в една точка. Тази точка е центърът на тежестта на тетраедъра.
- Ако в последното условие се заменят центровете на тежестта на стените с ортоцентровете на стените, това ще се превърне в ново определение за ортоцентричен тетраедър. Ако те се заменят с центрове на вписани окръжности в стените, понякога наричани инцентрове, получава се определението за нов клас тетраедри – инцентрични.
- Отсечките, свързващи върховете на тетраедъра с центровете на окръжности, вписани в противоположните стени на върховете, се пресичат в една точка.
- Симетралите на ъглите на две стени, начертани към общия ръб на тези стени, имат обща основа.
- Произведенията от дължините на срещуположните ръбове са равни.
- Триъгълникът, образуван от вторите пресечни точки на три ръба, излизащи от един връх с всяка сфера, минаваща през трите края на тези ръбове, е равностранен.

### Правилен тетраедър
Правилен тетраедър се нарича равностенен тетраедър, чиито лица са правилни триъгълници (фиг. 1, 15). Той е едно от петте платонови тела. Правилният тетраедър също е равностранна тристранна пирамида с равностранен триъгълник като нейна основа.
Ако ръбът на правилен тетраедър е с дължина {\displaystyle a} (фиг. 15),
- основната повърхнина е: {\displaystyle B={\frac {\sqrt {3}}{4}}{a^{2}}}
- околната повърхност е: {\displaystyle S_{ok}=3B={\frac {{3}{\sqrt {3}}}{4}}{a^{2}}}
- пълната повърхнина е: {\displaystyle S=4B={\sqrt {3}}a^{2}}
- височината е: {\displaystyle h={\sqrt {\frac {2}{3}}}a={{\sqrt {6}} \over 3}a}
- обемът e: {\displaystyle V={\frac {\sqrt {2}}{12}}{a^{3}}} .

#### Основни свойства
- Всички ръбове на тетраедъра са равни по дължина,
- Всички стени на тетраедъра са еднакви равностранни триъгълници и всичките ъгли са по 60°,
- Непресичащите се ръбове на правилния тетраедър са взаимно перпендикулярни.
- Правилният тетраедър е едновременно ортоцентричен, рамков, равностенен, инцентричен и съизмерим.
- Тетраедърът е правилен, ако принадлежи към два от горните видове тетраедри.
- Правилният тетраедър е самодуален, което означава, че неговият дуал е друг правилен тетраедър.
- Тетраедърът е единственото Платоново тяло, което не е точково симетрично и има връх срещу всяка стена.
- Правилният октаедър е резултат от отрязването от правилен тетраедър на четири правилни тетраедъра с половината от линейния размер (т.е. коригиране на тетраедъра).
- В правилен тетраедър може да бъде вписан октаедър със съвпадане на стените, както и сфера, допираща се в стените на тетраедъра.

- Правилен тетраедър може да бъде вписан в куб по два начина и в додекаедър, като върховете му съвпадат с върховете на тези тела. Йохан Кеплер открива, че тетраедърът може да бъде вписан в куба, като заема четири от осемте ъгъла на куба, като ръбовете му са диагонали на шестте квадратни стени. Неговата рисунка на връзката между двете твърди тела (фиг. 12) се появява на страница 181 от книга V от неговите „Хармоници на света“, публикувана през 1619 г. На фиг. 16 е показан правилен тетраедър, вписан в куб, като ръбовете му са диагоналите на стените на куба. Обемът на тетраедъра, вписан в куб е {\displaystyle 1/3} от обема на куба:

{\displaystyle V={\frac {a^{3}}{3}}} ,
където {\displaystyle a} е страната на куба. 
- Около правилен тетраедър може да се опише сфера, като върховете му лежат на сферата, както е показано на фиг. 3 и 17.

## Обем на тетраедър
- Ако четирите върха са точките, означени A, C, D и O (фиг. 17), основата е триъгълник {\displaystyle CDO} с площ {\displaystyle B} и височината на тетраедъра е {\displaystyle AH=h}, то обемът му е:

{\displaystyle V={\frac {Bh}{3}}.}
Обемът на тетраедъра може да се изрази чрез всяка комбинация от двойки върхове, които образуват просто свързан граф:
{\displaystyle V={\frac {1}{6}}\left|det({\overrightarrow {AO}},{\overrightarrow {AC}},{\overrightarrow {AD}})\right|,} {\displaystyle V={\frac {1}{6}}\left|det({\overrightarrow {CA}},{\overrightarrow {CD}},{\overrightarrow {CO}})\right|,}
{\displaystyle V={\frac {1}{6}}\left|det({\overrightarrow {DA}},{\overrightarrow {DC}},{\overrightarrow {DO}})\right|,} {\displaystyle V={\frac {1}{6}}\left|det({\overrightarrow {OA}},{\overrightarrow {OD}},{\overrightarrow {OC}})\right|.}
Вижда се, че обемът на тетраедър е равен на ⁠1/6⁠ от обема на всеки паралелепипед, който споделя три събиращи се ръба с него.
- Обемът на тетраедър чрез дължините на ръбовете {\displaystyle a_{ij}} между {\displaystyle i}-ия и {\displaystyle j}-ия връх {\displaystyle (i,j=1,...,4)} се изразява с помощта на детерминантата на Кели–Менгер {\displaystyle KM}:

{\displaystyle V={\sqrt {\frac {KM}{288}}}} ,

където
{\displaystyle KM={\begin{vmatrix}0&1&1&1&1\\1&0&a_{12}^{2}&a_{13}^{2}&a_{14}^{2}\\1&a_{12}^{2}&0&a_{23}^{2}&a_{24}^{2}\\1&a_{13}^{2}&a_{23}^{2}&0&a_{34}^{2}\\1&a_{14}^{2}&a_{24}^{2}&a_{34}^{2}&0\end{vmatrix}}.}
Тази формула има плосък аналог за лице на триъгълник под формата на вариант на формулата на Херон чрез подобна детерминанта.
- Обемът на тетраедър през дължините на два срещуположни ръба {\displaystyle a} и {\displaystyle b}, като пресичащи се прави, които са разположени на разстояние {\displaystyle h} един от друг и образуват ъгъл {\displaystyle \phi } помежду си, се намира по формулата

{\displaystyle V={\frac {abh\sin \phi }{6}}.}
- Обемът на тетраедър чрез дължините на трите му ръба {\displaystyle a,b} и {\displaystyle c}, излизащи от един връх и образуващи съответно по двойки равнинни ъгли {\displaystyle \alpha ,\beta ,\gamma } се намира по формулата [9]

{\displaystyle V={\frac {abc{\sqrt {D}}}{6}},}
където {\displaystyle D={\begin{vmatrix}1&\cos \gamma &\cos \beta \\\cos \gamma &1&\cos \alpha \\\cos \beta &\cos \alpha &1\end{vmatrix}}.}
Аналогът в равнината на последната формула е формулата за лице на триъгълник чрез дължините на двете му страни {\displaystyle a} и {\displaystyle b}, излизащи от един връх и образуващи ъгъл {\displaystyle \gamma } една с друга:
{\displaystyle S={\frac {ab{\sqrt {D}}}{2}},}
където {\displaystyle D={\begin{vmatrix}1&\cos \gamma \\\cos \gamma &1\\\end{vmatrix}}.}
- Съществува аналог на формулата на Херон за обема на тетраедър. Нека {\displaystyle U,V,W,u,v} и {\displaystyle w} са дължините на ръбовете на тетраедъра, както е показано на фиг. 18.

Всяка двойка противоположни ръбове са означени с една и съща голяма и малка буква: {\displaystyle U} срещу {\displaystyle u}, {\displaystyle V} срещу {\displaystyle v} и {\displaystyle W} срещу {\displaystyle w}. Така ръбовете {\displaystyle UVW} образуват триъгълник, а {\displaystyle uvw} – върха срещу него.
Полагат се означенията
{\displaystyle X=(w-U+v)(U+v+w),\quad x=(U-v+w)(v-w+U),}
{\displaystyle Y=(u-V+w)(V+w+u),\quad y=(V-w+u)(w-u+V),}
{\displaystyle Z=(v-W+u)(W+u+v),\quad z=(W-u+v)\,(u-v+W)}
и
{\displaystyle {\begin{aligned}p={\sqrt {xYZ}},&\quad q={\sqrt {yZX}},\\r={\sqrt {zXY}},&\quad s={\sqrt {xyz}},\end{aligned}}}
Тогава обемът на тетраедъра е 
{\displaystyle V={\frac {\sqrt {\,(-p+q+r+s)\,(p-q+r+s)\,(p+q-r+s)\,(p+q+r-s)}}{192\,u\,v\,w}}}
- Всяка равнина, съдържаща бимедиана (съединител на средните точки на противоположните ръбове) на тетраедър, разполовява обема на тетраедъра.[11]
- За тетраедри в хиперболично пространство или в триизмерна елиптична геометрия двустенните ъгли на тетраедъра определят неговата форма и следователно неговия обем. В тези случаи обемът на хиперболичния тетраедър {\displaystyle T} се дава от формулата на Мураками–Яно[12] на Джун Мураками и Масаказу Яно.[13]

{\displaystyle V(T)=Im\left[{\frac {U(z_{1},T)-U(z_{2},T)}{2}}\right],}
където
{\displaystyle U(z,T)={\frac {1}{2}}\left[Li_{2}(z)+Li_{2}(zabde)+Li_{2}(zacdf)+Li_{2}(zbcef)-Li_{2}(-zabc)-Li_{2}(-zaef)-Li_{2}(-zbdf)-Li_{2}(-zcde)\right]}
е емпирична функция на Мураками–Яно;

{\displaystyle Li_{2}(z)=\int \limits _{0}^{z}{\frac {\ln(1-t)}{t}}\;dt} (z ∈ {\displaystyle \mathbb {C} }\[1; +∞)) – клон на дилогаритъма на Ойлер, съответстващ на клона на логаритмичната функция ln θ = ln |θ| + i arg θ (−π < argθ < π).
В евклидовото пространство обаче мащабирането на тетраедър променя неговия обем, но не и неговите двустенни ъгли, така че не може да съществува такава формула.
- Всеки два противоположни ръба на тетраедър лежат на две кръстосани прави, а разстоянието между ръбовете се определя като разстоянието между двете кръстосани прави. Нека {\displaystyle d} е разстоянието между косите линии, образувани от противоположните ръбове {\displaystyle a} и {\displaystyle \mathbf {b} -\mathbf {c} }, както е изчислено тук. Тогава друга формула за обема на тетраедър е {\displaystyle V={\frac {d|(\mathbf {a} \times \mathbf {(b-c)} )|}{6}}.}

## Формули за тетраедър в декартови координати в пространството
Обозначения:
{\displaystyle \mathbf {r} _{1}(x_{1},y_{1},z_{1}),} {\displaystyle \mathbf {r} _{2}(x_{2},y_{2},z_{2}),}{\displaystyle \mathbf {r} _{3}(x_{3},y_{3},z_{3}),}{\displaystyle \mathbf {r} _{4}(x_{4},y_{4},z_{4})} — координати на върховете на тетраедъра.
- Обем на тетраедъра (с отчитане на знака):

{\displaystyle V={\frac {1}{6}}{\begin{vmatrix}1&x_{1}&y_{1}&z_{1}\\1&x_{2}&y_{2}&z_{2}\\1&x_{3}&y_{3}&z_{3}\\1&x_{4}&y_{4}&z_{4}\end{vmatrix}}}.
- Координати на центъра на тежестта (медицентъра): {\displaystyle \mathbf {r} _{T}(x_{T},y_{T},z_{T})}

{\displaystyle x_{T}={\frac {x_{1}+x_{2}+x_{3}+x_{4}}{4}};} {\displaystyle y_{T}={\frac {y_{1}+y_{2}+y_{3}+y_{4}}{4}};} {\displaystyle z_{T}={\frac {z_{1}+z_{2}+z_{3}+z_{4}}{4}}.}
- Координати на центъра на вписаната сфера: {\displaystyle \mathbf {r} _{r}(x_{r},y_{r},z_{r})}

{\displaystyle x_{r}={\frac {S_{1}x_{1}+S_{2}x_{2}+S_{3}x_{3}+S_{4}x_{4}}{S_{1}+S_{2}+S_{3}+S_{4}}};} {\displaystyle y_{r}={\frac {S_{1}y_{1}+S_{2}y_{2}+S_{3}y_{3}+S_{4}y_{4}}{S_{1}+S_{2}+S_{3}+S_{4}}};} {\displaystyle z_{r}={\frac {S_{1}z_{1}+S_{2}z_{2}+S_{3}z_{3}+S_{4}z_{4}}{S_{1}+S_{2}+S_{3}+S_{4}}},}
където {\displaystyle S_{1},S_{2},S_{3}} и {\displaystyle S_{4}} са площите на стените, противолежащи съответно на първия, втория, третия и четвъртия връх.
Съответното уравнение на вписаната сфера е
{\displaystyle (x-{\frac {S_{1}x_{1}+S_{2}x_{2}+S_{3}x_{3}+S_{4}x_{4}}{S_{1}+S_{2}+S_{3}+S_{4}}})^{2}+(y-{\frac {S_{1}y_{1}+S_{2}y_{2}+S_{3}y_{3}+S_{4}y_{4}}{S_{1}+S_{2}+S_{3}+S_{4}}})^{2}+(z-{\frac {S_{1}z_{1}+S_{2}z_{2}+S_{3}z_{3}+S_{4}z_{4}}{S_{1}+S_{2}+S_{3}+S_{4}}})^{2}=({\frac {3V}{S_{1}+S_{2}+S_{3}+S_{4}}})^{2},}
Уравнение на външновписаната сфера, противолежаща на първия връх:
{\displaystyle (x-{\frac {-S_{1}x_{1}+S_{2}x_{2}+S_{3}x_{3}+S_{4}x_{4}}{-S_{1}+S_{2}+S_{3}+S_{4}}})^{2}+(y-{\frac {-S_{1}y_{1}+S_{2}y_{2}+S_{3}y_{3}+S_{4}y_{4}}{-S_{1}+S_{2}+S_{3}+S_{4}}})^{2}+(z-{\frac {-S_{1}z_{1}+S_{2}z_{2}+S_{3}z_{3}+S_{4}z_{4}}{-S_{1}+S_{2}+S_{3}+S_{4}}})^{2}=({\frac {3V}{-S_{1}+S_{2}+S_{3}+S_{4}}})^{2},}
Уравнение на външновписаната сфера, противолежаща на първия и втория връх (броят на такива сфери може да бъде от 0 до 3):
{\displaystyle (x-{\frac {-S_{1}x_{1}-S_{2}x_{2}+S_{3}x_{3}+S_{4}x_{4}}{-S_{1}-S_{2}+S_{3}+S_{4}}})^{2}+(y-{\frac {-S_{1}y_{1}-S_{2}y_{2}+S_{3}y_{3}+S_{4}y_{4}}{-S_{1}-S_{2}+S_{3}+S_{4}}})^{2}+(z-{\frac {-S_{1}z_{1}-S_{2}z_{2}+S_{3}z_{3}+S_{4}z_{4}}{-S_{1}-S_{2}+S_{3}+S_{4}}})^{2}=({\frac {3V}{-S_{1}-S_{2}+S_{3}+S_{4}}})^{2},}
- Уравнение на описаната сфера:

{\displaystyle {\begin{vmatrix}x^{2}+y^{2}+z^{2}&x&y&z&1\\x_{1}^{2}+y_{1}^{2}+z_{1}^{2}&x_{1}&y_{1}&z_{1}&1\\x_{2}^{2}+y_{2}^{2}+z_{2}^{2}&x_{2}&y_{2}&z_{2}&1\\x_{3}^{2}+y_{3}^{2}+z_{3}^{2}&x_{3}&y_{3}&z_{3}&1\\x_{4}^{2}+y_{4}^{2}+z_{4}^{2}&x_{4}&y_{4}&z_{4}&1\end{vmatrix}}=0.}

## Формули за тетраедър в барицентрични координати
Обозначения:
{\displaystyle \mathbf {J} (\alpha _{1},\alpha _{2},\alpha _{3},\alpha _{4})=\alpha _{1}\mathbf {J_{1}} +\alpha _{2}\mathbf {J_{2}} +\alpha _{3}\mathbf {J_{3}} +\alpha _{4}\mathbf {J_{4}} ,} — барицентрични координати.
- Обем на тетраедъра (с отчитане на знака):

Нека {\displaystyle \mathbf {J} _{1}(x_{1},y_{1},z_{1},t_{1}),\mathbf {J} _{2}(x_{2},y_{2},z_{2},t_{2}),\mathbf {J} _{3}(x_{3},y_{3},z_{3},t_{3}),\mathbf {J} _{4}(x_{4},y_{4},z_{4},t_{4})} са координати на върховете на тетраедъра.
Тогава обемът му е
{\displaystyle V={\frac {\begin{vmatrix}x_{1}&y_{1}&z_{1}&t_{1}\\x_{2}&y_{2}&z_{2}&t_{2}\\x_{3}&y_{3}&z_{3}&t_{3}\\x_{4}&y_{4}&z_{4}&t_{4}\\\end{vmatrix}}{(x_{1}+y_{1}+z_{1}+t_{1})(x_{2}+y_{2}+z_{2}+t_{2})(x_{3}+y_{3}+z_{3}+t_{3})(x_{4}+y_{4}+z_{4}+t_{4})}}V',} 
където {\displaystyle V'} е обем на базисния тетрадър.
- Координати на центъра на тежестта (медицентъра): {\displaystyle \mathbf {J} _{T}(1,1,1,1).}

- Координати на центъра на вписаната сфера: {\displaystyle \mathbf {J} _{r}(S_{1},S_{2},S_{3},S_{4}).}

- Координати на центъра на описаната сфера:

{\displaystyle \mathbf {J} _{R}={\begin{vmatrix}0&\mathbf {J_{1}} &\mathbf {J_{2}} &\mathbf {J_{3}} &\mathbf {J_{4}} \\1&0&\alpha _{2,1}^{2}&\alpha _{3,1}^{2}&\alpha _{4,1}^{2}\\1&\alpha _{2,1}^{2}&0&\alpha _{3,2}^{2}&\alpha _{4,2}^{2}\\1&\alpha _{3,1}^{2}&\alpha _{3,2}^{2}&0&\alpha _{4,3}^{2}\\1&\alpha _{4,1}^{2}&\alpha _{4,2}^{2}&\alpha _{4,3}^{2}&0\\\end{vmatrix}}.}
- Разстояние между точките {\displaystyle \mathbf {J} _{A}(A_{1},A_{2},A_{3},A_{4})} и {\displaystyle \mathbf {J} _{B}(B_{1},B_{2},B_{3},B_{4})}:

Нека {\displaystyle C_{1}={\frac {A_{1}}{A_{1}+A_{2}+A_{3}+A_{4}}}-{\frac {B_{1}}{B_{1}+B_{2}+B_{3}+B_{4}}};C_{2}={\frac {A_{2}}{A_{1}+A_{2}+A_{3}+A_{4}}}-{\frac {B_{2}}{B_{1}+B_{2}+B_{3}+B_{4}}};}

{\displaystyle C_{3}={\frac {A_{3}}{A_{1}+A_{2}+A_{3}+A_{4}}}-{\frac {B_{3}}{B_{1}+B_{2}+B_{3}+B_{4}}};C_{4}={\frac {A_{4}}{A_{1}+A_{2}+A_{3}+A_{4}}}-{\frac {B_{4}}{B_{1}+B_{2}+B_{3}+B_{4}}}.}
Тогава разстоянието между две точки се определя от израза: {\displaystyle d^{2}=-(C_{1}C_{2}\alpha _{1,2}^{2}+C_{1}C_{3}\alpha _{1,3}^{2}+C_{1}C_{4}\alpha _{1,4}^{2}+C_{2}C_{3}\alpha _{2,3}^{2}+C_{2}C_{4}\alpha _{2,4}^{2}+C_{3}C_{4}\alpha _{3,4}^{2}).}
- Уравнение на равнина по три точки:

Тук и по-долу са приведените координати. 
{\displaystyle {\begin{vmatrix}x&y&z&t\\x_{1}&y_{1}&z_{1}&t_{1}\\x_{2}&y_{2}&z_{2}&t_{2}\\x_{3}&y_{3}&z_{3}&t_{3}\\\end{vmatrix}}=0.}
- Уравнение на сфера по център и радиус:

{\displaystyle R^{2}=-((x-x_{0})(y-y_{0})\alpha _{1,2}^{2}+(x-x_{0})(z-z_{0})\alpha _{1,3}^{2}+(x-x_{0})(t-t_{0})\alpha _{1,4}^{2}+(y-y_{0})(z-z_{0})\alpha _{2,3}^{2}+(y-y_{0})(t-t_{0})\alpha _{2,4}^{2}+(z-z_{0})(t-t_{0})\alpha _{3,4}^{2}).}
- Уравнение на равнина по точка и вектор на нормалата:

{\displaystyle (\eta _{1}(y-y_{0})+\eta _{2}(x-x_{0}))\alpha _{1,2}^{2}+(\eta _{1}(z-z_{0})+\eta _{3}(x-x_{0}))\alpha _{1,3}^{2}+(\eta _{1}(t-t_{0})+\eta _{4}(x-x_{0}))\alpha _{1,4}^{2}+(\eta _{2}(z-z_{0})+\eta _{3}(y-y_{0}))\alpha _{2,3}^{2}+(\eta _{2}(t-t_{0})+\eta _{4}(y-y_{0}))\alpha _{2,4}^{2}+(\eta _{3}(t-t_{0})+\eta _{4}(z-z_{0}))\alpha _{3,4}^{2}=0.}
Тъй като вектор е разликата между две точки (начало и край на вектора), то {\displaystyle \eta _{1}+\eta _{2}+\eta _{3}+\eta _{4}=0.}

## Сравнение на формули за триъгълник и тетраедър
| Площ (Обем) | Площ (Обем) |
| --- | --- |
| {\displaystyle S={\sqrt {-{\frac {1}{16}}{\begin{vmatrix}0&1&1&1\\1&0&a^{2}&b^{2}\\1&a^{2}&0&c^{2}\\1&b^{2}&c^{2}&0\\\end{vmatrix}}}},} където {\displaystyle a,b,c} са страните на триъгълника | {\displaystyle V={\sqrt {{\frac {1}{288}}{\begin{vmatrix}0&1&1&1&1\\1&0&a_{2,1}^{2}&a_{3,1}^{2}&a_{4,1}^{2}\\1&a_{2,1}^{2}&0&a_{3,2}^{2}&a_{4,2}^{2}\\1&a_{3,1}^{2}&a_{3,2}^{2}&0&a_{4,3}^{2}\\1&a_{4,1}^{2}&a_{4,2}^{2}&a_{4,3}^{2}&0\\\end{vmatrix}}}}}, където {\displaystyle a_{i,j}} е разстоянието между върховете {\displaystyle i} и {\displaystyle j} {\displaystyle (i,j=1,2,3,4),} т.е. ръбовете на тетраедъра |
| {\displaystyle S={\frac {ah_{a}}{2}},} където {\displaystyle h_{a}} е височината към страната {\displaystyle a} Също {\displaystyle S={\frac {bh_{b}}{2}}={\frac {ch_{c}}{2}}} | {\displaystyle V={\frac {S_{1}H_{1}}{3}},} където {\displaystyle H_{1}} е височината към стeната с площ {\displaystyle S_{1}} Аналогично {\displaystyle V={\frac {S_{2}H_{2}}{3}}={\frac {S_{3}H_{3}}{3}}={\frac {S_{4}H_{4}}{3}}} |
| {\displaystyle S={\frac {ab\sin \gamma }{2}},} където {\displaystyle \gamma } е ъгълът между страните {\displaystyle a} и {\displaystyle b} Също {\displaystyle S={\frac {ac\sin \beta }{2}}={\frac {bc\sin \alpha }{2}}}                                                                                      | {\displaystyle V={\frac {2}{3}}{\frac {S_{1}S_{2}}{a_{3,4}}}\sin(\phi _{1,2})}, където: {\displaystyle \phi _{1,2}} е ъгълът между стените 1 и 2 с площи {\displaystyle S_{1}} и {\displaystyle S_{2}}, противолежащи на върховете 1 и 2 Аналогично {\displaystyle V={\frac {2}{3}}{\frac {S_{3}S_{4}}{a_{1,2}}}\sin(\phi _{3,4})={\frac {2}{3}}{\frac {S_{1}S_{3}}{a_{2,4}}}\sin(\phi _{1,3})={\frac {2}{3}}{\frac {S_{2}S_{4}}{a_{1,3}}}\sin(\phi _{2,4})} и {\displaystyle V={\frac {2}{3}}{\frac {S_{1}S_{4}}{a_{2,3}}}\sin(\phi _{1,4})={\frac {2}{3}}{\frac {S_{2}S_{3}}{a_{1,4}}}\sin(\phi _{2,3})} |
| Дължина (площ) на ъглополовяща | |
| {\displaystyle l_{c}={\frac {2ab\cos {\frac {\gamma }{2}}}{a+b}}} е дължината на ъглополовящата права на ъгъл {\displaystyle \gamma } срещу страната {\displaystyle c} Също {\displaystyle l_{b}={\frac {2ac\cos {\frac {\beta }{2}}}{a+c}},}{\displaystyle l_{a}={\frac {2bc\cos {\frac {\alpha }{2}}}{b+c}}} | {\displaystyle L_{1,2}={\frac {2S_{1}S_{2}\cos({\frac {\phi _{1,2}}{2}})}{S_{1}+S_{2}}}} е площта на ъглополовящата стена на двустенния ъгъл {\displaystyle \phi _{1,2}} между стените с площи {\displaystyle S_{1}} и {\displaystyle S_{2}} Аналогично {\displaystyle L_{1,3}={\frac {2S_{1}S_{3}\cos({\frac {\phi _{1,3}}{2}})}{S_{1}+S_{3}}},} {\displaystyle L_{1,4}={\frac {2S_{1}S_{4}\cos({\frac {\phi _{1,4}}{2}})}{S_{1}+S_{4}}},} {\displaystyle L_{2,3}={\frac {2S_{2}S_{3}\cos({\frac {\phi _{2,3}}{2}})}{S_{2}+S_{3}}},} {\displaystyle L_{2,4}={\frac {2S_{2}S_{4}\cos({\frac {\phi _{2,4}}{2}})}{S_{2}+S_{4}}},} {\displaystyle L_{3,4}={\frac {2S_{3}S_{4}\cos({\frac {\phi _{3,4}}{2}})}{S_{3}+S_{4}}}} |
| Дължина на медиана | |
| {\displaystyle m_{c}={\frac {\sqrt {2a^{2}+2b^{2}-c^{2}}}{2}}} {\displaystyle m_{b}={\frac {\sqrt {2a^{2}+2c^{2}-b^{2}}}{2}}} {\displaystyle m_{a}={\frac {\sqrt {2b^{2}+2c^{2}-a^{2}}}{2}}} | {\displaystyle m_{1}={\frac {\sqrt {3(a_{1,2}^{2}+a_{1,3}^{2}+a_{1,4}^{2})-(a_{2,3}^{2}+a_{2,4}^{2}+a_{3,4}^{2})}}{3}}} {\displaystyle m_{2}={\frac {\sqrt {3(a_{1,2}^{2}+a_{2,3}^{2}+a_{2,4}^{2})-(a_{1,3}^{2}+a_{1,4}^{2}+a_{3,4}^{2})}}{3}}} {\displaystyle m_{3}={\frac {\sqrt {3(a_{1,3}^{2}+a_{2,3}^{2}+a_{3,4}^{2})-(a_{1,2}^{2}+a_{1,4}^{2}+a_{2,4}^{2})}}{3}}} {\displaystyle m_{4}={\frac {\sqrt {3(a_{1,4}^{2}+a_{2,4}^{2}+a_{3,4}^{2})-(a_{1,2}^{2}+a_{1,3}^{2}+a_{2,3}^{2})}}{3}}} |
| Радиус на вписаната окръжност (сфера) | |
| {\displaystyle r={\frac {2S}{a+b+c}}} | {\displaystyle r={\frac {3V}{S_{1}+S_{2}+S_{3}+S_{4}}}} |
| Радиус на описаната окръжност (сфера) | |
| {\displaystyle R={\frac {abc}{4S}}} | {\displaystyle R={\frac {S_{T}}{6V}}}, където {\displaystyle S_{T}} е площта на триъгълника със страни {\displaystyle a_{1,2}a_{3,4},a_{1,3}a_{2,4},a_{1,4}a_{2,3}} |
| Косинусова теорема | |
| {\displaystyle \cos {\alpha }={\frac {b^{2}+c^{2}-a^{2}}{2bc}},} {\displaystyle \cos {\beta }={\frac {a^{2}+c^{2}-b^{2}}{2ac}},} {\displaystyle \cos {\gamma }={\frac {a^{2}+b^{2}-c^{2}}{2ab}}} | {\displaystyle \cos(\phi _{1,2})={\frac {A_{1,2}}{16S_{1}S_{2}}}}, където: {\displaystyle \phi _{1,2}} е ъгълът между стени 1 и 2; {\displaystyle S_{1}} и {\displaystyle S_{2}} — площ на стените, противолежащи на върхове 1 и 2; {\displaystyle A_{1,2}} — алгебрично допълнение на елемента {\displaystyle a_{2,1}^{2}} на матрицата {\displaystyle {\begin{pmatrix}0&1&1&1&1\\1&0&a_{2,1}^{2}&a_{3,1}^{2}&a_{4,1}^{2}\\1&a_{2,1}^{2}&0&a_{3,2}^{2}&a_{4,2}^{2}\\1&a_{3,1}^{2}&a_{3,2}^{2}&0&a_{4,3}^{2}\\1&a_{4,1}^{2}&a_{4,2}^{2}&a_{4,3}^{2}&0\\\end{pmatrix}}} Аналогично {\displaystyle \cos(\phi _{1,3})={\frac {A_{1,3}}{16S_{1}S_{3}}},} {\displaystyle \cos(\phi _{1,4})={\frac {A_{1,4}}{16S_{1}S_{4}}},} {\displaystyle \cos(\phi _{2,3})={\frac {A_{2,3}}{16S_{2}S_{3}}},} {\displaystyle \cos(\phi _{2,4})={\frac {A_{2,4}}{16S_{2}S_{4}}},} {\displaystyle \cos(\phi _{3,4})={\frac {A_{3,4}}{16S_{3}S_{4}}}}, а допълненията {\displaystyle A_{i,j}} {\displaystyle (i,j=1,2,3,4)} се получават чрез циклична замяна на съответните индекси. |
| Синусова теорема | |
| {\displaystyle {\frac {a}{\sin \alpha }}={\frac {b}{\sin \beta }}={\frac {c}{\sin \gamma }},} където {\displaystyle \alpha ,\beta } и {\displaystyle \gamma } са ъглите срещу съответните страни {\displaystyle a,b} и {\displaystyle c}                                                                       | {\displaystyle {\frac {S_{1}}{\Psi _{1}}}={\frac {S_{2}}{\Psi _{2}}}={\frac {S_{3}}{\Psi _{3}}}={\frac {S_{4}}{\Psi _{4}}}}, където: {\displaystyle S_{1},S_{2},S_{3},S_{4}} са площите на стените, противолежащи на върхове 1, 2, 3, 4; {\displaystyle \Psi _{i}={\sqrt {\begin{vmatrix}1&-\cos(A_{i})&-\cos(B_{i})\\-\cos(A_{i})&1&-\cos(C_{i})\\-\cos(B_{i})&-\cos(C_{i})&1\\\end{vmatrix}}}}; {\displaystyle A_{i},B_{i},C_{i}} са двустенните ъгли при {\displaystyle i}-ия връх, {\displaystyle (i=1,2,3,4)} |
| Теорема за сумата от ъглите на триъгълника (съотношение между двустенните ъгли на тетраедъра) | |
| {\displaystyle \alpha +\beta +\gamma =180^{\circ }} | {\displaystyle {\begin{vmatrix}1&-\cos \left(\phi _{2,1}\right)&-\cos \left(\phi _{3,1}\right)&-\cos \left(\phi _{4,1}\right)\\-\cos \left(\phi _{2,1}\right)&1&-\cos \left(\phi _{3,2}\right)&-\cos \left(\phi _{4,2}\right)\\-\cos \left(\phi _{3,1}\right)&-\cos \left(\phi _{3,2}\right)&1&-\cos \left(\phi _{4,3}\right)\\-\cos \left(\phi _{4,1}\right)&-\cos \left(\phi _{4,2}\right)&-\cos \left(\phi _{4,3}\right)&1\\\end{vmatrix}}=0}, където {\displaystyle \phi _{i,j}} е ъгълът между стени {\displaystyle i} и {\displaystyle j} {\displaystyle (i,j=1,2,3,4),} |
| Разстояние между центровете на вписаната и описаната окръжности (сфери) | |
| {\displaystyle R^{2}-d^{2}=2Rr} | {\displaystyle R^{2}-d^{2}={\frac {S_{1}S_{2}a_{1,2}^{2}+S_{1}S_{3}a_{1,3}^{2}+S_{1}S_{4}a_{1,4}^{2}+S_{2}S_{3}a_{2,3}^{2}+S_{2}S_{4}a_{2,4}^{2}+S_{3}S_{4}a_{3,4}^{2}}{(S_{1}+S_{2}+S_{3}+S_{4})^{2}}},} където {\displaystyle S_{1},S_{2},S_{3},S_{4}} е площ на стените, противолежащи на върховете 1, 2, 3, 4. Друг запис на израза: {\displaystyle R^{2}-d^{2}=2rT,} където {\displaystyle T} е разстоянието между центъра на описаната сфера и центъра на сферата, минаваща през три върха и инцентъра. |

## Подразделяне и класове на подобие
Подразделянето на тетраедри е процес, използван в изчислителната геометрия и 3D моделиране за разделяне на тетраедър на няколко по-малки тетраедъра. Този процес подобрява сложността и детайлите на тетраедричните мрежи, което е особено полезно при числени симулации, анализ на крайни елементи и компютърна графика. Един от често използваните методи за подразделяне е разполовяването на най-дългия ръб (LEB), което идентифицира най-дългия ръб на тетраедъра и го разполовява в средната му точка, генерирайки два нови, по-малки тетраедъра. Когато този процес се повтаря многократно, разполовявайки всички тетраедри, генерирани във всяка предишна итерация, процесът се нарича итеративен LEB.
Клас на подобие е набор от тетраедри с еднаква геометрична форма, независимо от тяхната конкретна позиция, ориентация и мащаб. И така, всеки два тетраедъра, принадлежащи към един и същ клас на подобие, могат да бъдат трансформирани един към друг чрез афинна трансформация. Резултатът от наличието на ограничен брой класове на сходство в методите за итеративно подразделяне е важен за изчислителното моделиране и симулация. Той намалява променливостта във формите и размерите на генерираните тетраедри, като предотвратява образуването на силно неправилни елементи, които биха могли да компрометират резултатите от симулацията.
Доказано е, че итеративният LEB на правилния тетраедър произвежда само 8 класа на подобие. Освен това, в случай на почти равностранни тетраедри, където двата им най-дълги ръба не са свързани един с друг и съотношението между най-дългия и най-късия им ръб е по-малко или равно на {\displaystyle {\sqrt {\frac {3}{2}}}}, итеративният LEB произвежда не повече от 37 класа на подобие. 

## Запълващи пространството тетраедри
Тетраедър може да запълни пространство, ограничено от стени, по-голямо от неговия обем, като се обгражда с директно конгруентни (идентични) или енантиоморфни (огледален образ) копия на себе си. Кубът може да бъде разчленен на шест 3-ортосхеми: три леви и три десни, по една от всяка на всяка страна на куба (фиг. 13), така че характерната 3-ортосхема е тетраедър, запълващ пространството на куба в този смисъл. Характерната ортосхема на куба е един от тетраедрите на Хил – семейство тетраедри, запълващи пространството. Всички тетраедри, запълващи пространството, са ножични конгруентни на куб.
Дисфеноидът може да бъде запълващ пространството тетраедър в директно конгруентен смисъл, както в тетраедричната дисфеноидна пчелна пита (фиг. 19). Правилните тетраедри, обаче, не могат да запълнят пространството сами по себе си (нещо повече, те не са ножично конгруентни с други многостени, които могат да запълнят пространството – трети проблем на Хилберт). Тетраедрично-октаедричната пчелна пита запълва пространството с редуващи се правилни тетраедрични клетки и правилни октаедрични клетки в съотношение 2:1.

## Свързани многостени и съединения
Правилният тетраедър може да се разглежда като:
- триъгълна пирамида;
- изроден многостен, равномерна дигонална антипризма, където базовите многоъгълници са редуцирани двуъгълници;
- изроден многостен, равномерен двоен дигонален трапецоедър, съдържащ 6 върха, в два комплекта колинеарни ръбове.

Процесът на отрязване, приложен към тетраедъра, създава серия от еднакви многостени. Срязването на ръбовете до точки създава октаедъра като ректифициран тетраедър. Процесът завършва като двойна ректификация, намалявайки оригиналните лица надолу до точки и произвеждайки отново самодуалния тетраедър. 
Тетраедърът е топологично свързан:
- като част от последователност от правилни многостени със символ на Шлефли {3,n}, продължаващи в хиперболичната равнина;
- с поредица от правилни многостени и стении с върхови фигури от 3-ти ред.

- Фиг. 20. Съединения на тетраедри
- Два тетраедъра 
в куб
- Съединение от 5 тетраедъра
- Съединение от 10 тетраедъра

Интересен многостен може да бъде конструиран от пет пресичащи се тетраедъра (фиг. 20). Това съединение от 5 тетраедъра е известно от стотици години. То се появява редовно в света на оригами. Свързването на двадесетте върха би образувало правилен додекаедър. Има както лява, така и дясна форма, които са огледални изображения една на друга. Наслагването на двете форми дава съединение от 10 тетраедъра, които са подредени като пет двойки звездовидни октаедри. Звездовидният октаедър е съединение от два тетраедъра в двойна позиция и неговите осем върха определят куб като тяхната изпъкнала обвивка.
Квадратният хозоедър е друг четиристен, но той няма триъгълни стени.
Многостенът на  Силаши и тетраедърът са единствените два известни многостена, в които всяка стена споделя ръб с друга стена. Освен това многостенът на Часзар (самият той е двойствен на многостена на Силаши) и тетраедърът са единствените два известни многостена, в които всеки диагонал лежи на страните.